# Gaysper

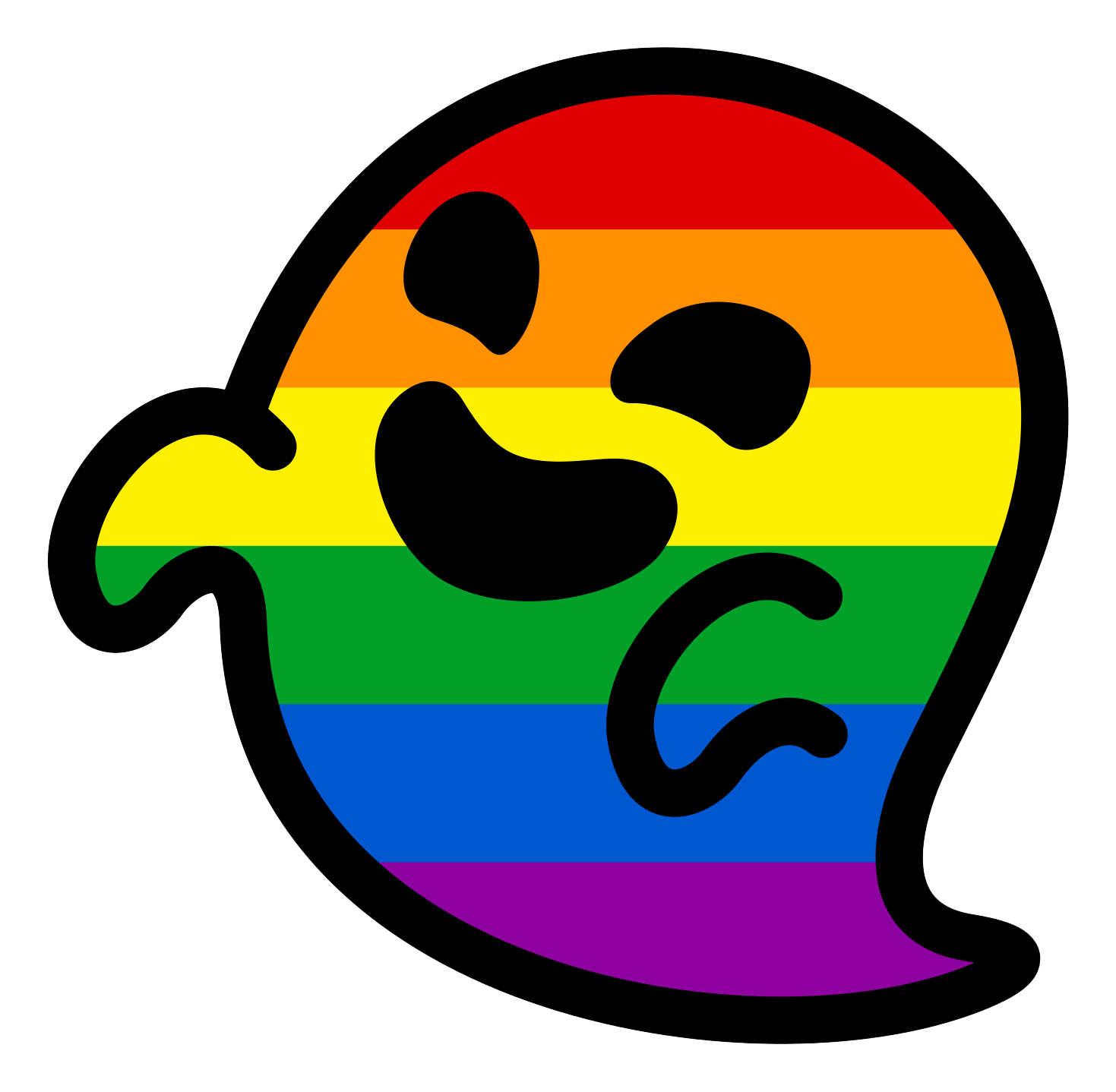
Emoji de phantôme d'Android 5.0 modifié qui est éventuellement devenu Gaysper.

Gaysper est un symbole LGBT basé sur l'émoji fantôme d'Android 5.0. Il s'agit d'une modification de l'icône originale qui utilise un arrière-plan aux couleurs du drapeau arc-en-ciel. Il est devenu populaire en Espagne à partir d'avril 2019 à la suite d'un tweet publié sur le compte officiel du parti d'extrême droite Vox, après lequel une multitude d'utilisateurs appartenant à la communauté LGBT ont commencé à l'utiliser comme symbole représentatif de celle-ci. L'icône s'est presenté comme un exemple du phénomène de réappropriation d'éléments du discours anti-LGBT dans la société contemporaine à travers des réseaux sociaux,.

## Origine et popularisation

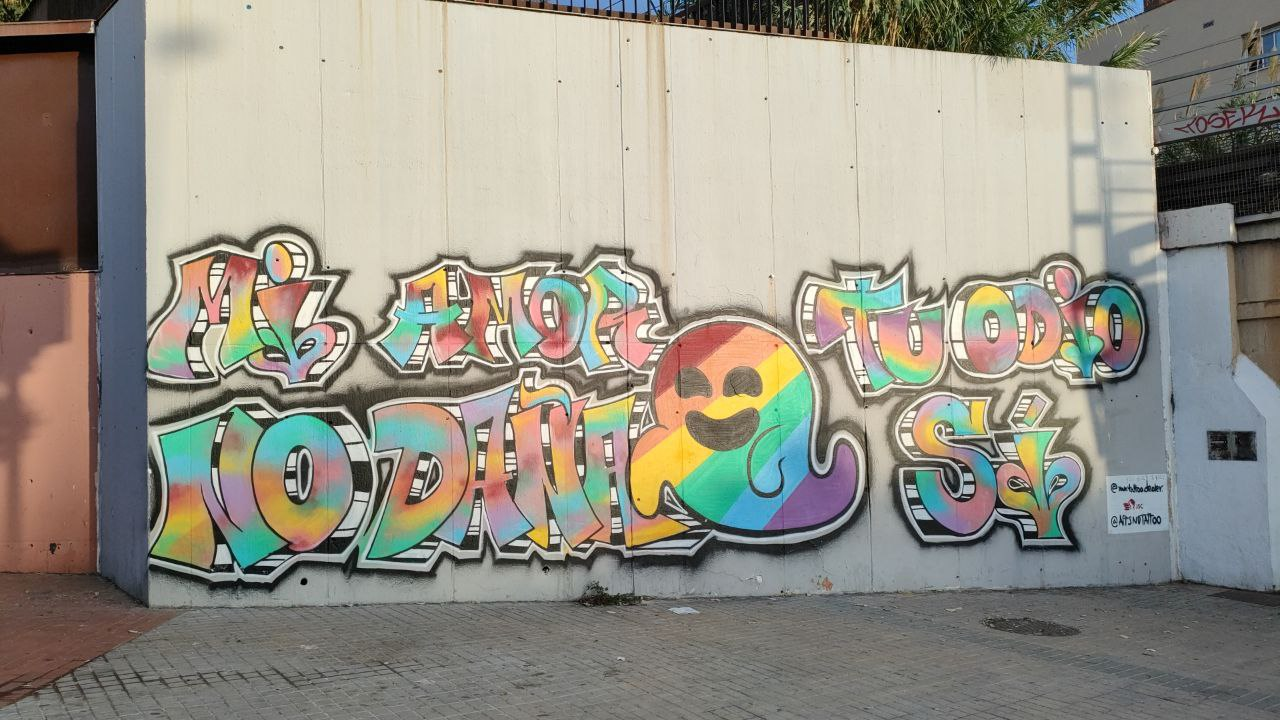
Graffiti Gaysper dans la ville de L'Hospitalet de Llobregat.

Le 28 avril 2019, des élections générales ont eu lieu en Espagne. Le même jour, le parti d'extrême droite Vox a partagé un tweet controversé dans lequel il invitait ses électeurs à voter à travers l'affirmation « Que la bataille commence ! ». Le message était accompagné d'un photomontage d'Aragorn, le protagoniste de la saga du Seigneur des Anneaux, dans lequel il apparaissait face à une multitude d'orcs. Leur figures avaient été modifiées et remplacées par des symboles contraires à l'idéologie du parti : le symbole du feminisme, le marteau et la faucille, le drapeau de la Deuxième République espagnole et le symbole du mouvement indépendantiste catalan, divers logos des médias tels que El País ou Cadena SER, le symbole du poing levé, le symbole du mouvement antifasciste et, parmi eux, une version modifiée de l'émoji fantôme de la version Android 5.0 aux couleurs du drapeau LGBT,.
L'utilisation du symbole dans le tweet a rencontré une première réaction négative de la communauté LGBT sur Twitter. Cependant, plus tard, celle-ci finira par l'utiliser pour créer des mèmes ; et enfin comme symbole du collectif par phénomène de réappropriation. L'icône finira par être connue sous le nom de Gaysper, dans un mot-valise du mot « gay » et Casper, le protagoniste fantôme de la série Casper le gentil fantôme ; et plus tard, il a été diffusé dans la presse et à la télévision. Il était partagé par des personnalités populaires de la scène médiatique espagnole telles que Mikel Iturriaga ou Brays Efe, entre autres,. Selon une analyse de l'impact social de Gaysper publiée en février 2021, l'icône est devenue le sujet le plus diffusé sur Internet en Espagne le jour de sa publication.
Warner Bros à repondu au tweet de Vox en déclarant que leur société n'avait pas donné l'autorisation au parti politique pour utiliser ses images protégées par le droit d'auteur. Le 1er mai 2019, une représentation de l'icône est apparue dans un épisode de l'émission télévisée Late motiv, dans laquelle elle était « interviewée » par Andreu Buenafuente. Sa voix a été représentée par le réalisateur de l'émission, Bob Pop.
Le 21 mai 2019, les députés du PSOE Felipe Sicilia et Arnau Ramírez ont assisté à une session parlementaire au Congrès portant un T-shirt sur lequel figurait l'icône,. Plus tard, ce geste a été reproduit par l'ancien porte-parole de Compromís au Parlement, Fran Ferri. Différents articles de merchandising ont devenu populaires dans les mois suivants, à l'occasion de la célébration de la Journée internationale de la fierté LGBT. De même, les versions dérivées du symbole deviendraient populaires avec d'autres drapeaux appartenant au collectif, comme le drapeau transgenre ou le drapeau bisexuel,,.